# Niederländische Badmintonmeisterschaft 1934
Die Niederländische Badmintonmeisterschaft 1934 war die vierte Auflage der nationalen Titelkämpfe im Badminton in den Niederlanden. Die Meisterschaft wurde vom 3. bis zum 4. März 1934 in Den Haag in der H.B.S. am Aronskelkweg ausgetragen.

## Sieger und Platzierte
| Disziplin    | Gold                              | Silber                          | Bronze                |
| ------------ | --------------------------------- | ------------------------------- | --------------------- |
| Herreneinzel | Edward H. den Hoed jr.            | J. P. H. Woltman                | J. de Haas            |
| Dameneinzel  | Co Jansen                         | Annie W. Ernst                  | K. Voorwinden         |
| Dameneinzel  | Co Jansen                         | Annie W. Ernst                  | C. van der Assen      |
| Herrendoppel | J. de Haas Edward H. den Hoed jr. | J. P. H. Woltman Fr. Ernst      | H. Ernst G. Ernst     |
| Herrendoppel | J. de Haas Edward H. den Hoed jr. | J. P. H. Woltman Fr. Ernst      | A. Kempers O. C. Koch |
| Damendoppel  | Annie W. Ernst Co Jansen          | K. Voorwinden C. van der Assen  | T. Verhagen L. Polak  |
| Mixed        | J. de Haas Co Jansen              | J. P. H. Woltman Annie W. Ernst | O. C. Koch A. Ernst   |
| Mixed        | J. de Haas Co Jansen              | J. P. H. Woltman Annie W. Ernst | Fr. Ernst de Bruin    |